# Julius Schwartz
Julius "Julie" Schwartz (19 de junio de 1915 – 8 de febrero de 2004) fue un editor de revistas de historietas y pulp y agente y gran fan de publicaciones de ciencia ficción. Es mayormente conocido por su trabajo de editor en DC Comics, donde fue mucho tiempo editor de Superman y Batman, los principales superhéroes de la editorial. Fue incorporado en la lista del Salón de la Fama Jack Kirby en 1996 y en la lista del Salón de la Fama Will Eisner en 1997.

## Biografía y carrera
Hijo de Joseph y Bertha Schwartz, inmigrantes rumanos de ascendencia judía, Julius nació el 19 de junio de 1915 en su hogar de la Avenida Caldwell 817, Bronx, ciudad de New York. Sus padres eran inmigrantes rumanos de ascendencia judía Se graduó en la preparatoria Theodore Roosevelt de New York City a la edad de diecisiete años.
Dada su afición a los relatos de ciencia ficción, a los dieciséis años se unió al grupo "Scienceers" donde conoció a Mort Weisinger con quien en 1932, junto a Forrest J. Ackerman comenzaron a editar el fanzine Time Traveller, uno de los primeros fanzines de ciencia ficción. Schwartz y Weisinger más tarde crearon la agencia literaria Solar Sales Service (1934 a 1944) donde representaron ante las editoriales de pulps a escritores como Alfred Bester, Stanley G. Weinbaum, Robert Bloch, Ray Bradbury y H. P. Lovecraft, incluyendo algunos de los primeros trabajos publicados de Bradbury y el último de Lovecraft. Además, Schwartz ayudó a organizar la primera Convención mundial de ciencia ficción en 1939. Al poco tiempo Weisinger dejaría Solar Sales Service para comenzar a trabajar como editor en National Periodicals (luego DC Comics), quedando solo Schwartz en la agencia.
Debido a la caída de venta de los pulps, en 1944 el escritor Alfred Bester le propuso a Schwartz presentarse a un puesto de editor vacante en la editorial All-American Comics, una de la editoriales que posteriormente se unieron para formar DC Comics y en la cual Bester había comenzado a trabajar. Schwartz, quien nunca había leído historietas, antes de la entrevista compró tres números de All-American Comics para leer de qué se trataban. Según él estos fueron los únicos treinta centavos que gastó en su vida en historietas, y los mejor invertidos. El primer salario de Schwartz como editor en All-American Comics fue de 60 dólares a la semana.

### Edad de Plata de las historietas
En 1956 Schwartz designó al escritor Robert Kanigher los artistas Carmine Infantino y Joe Kubert para el primer intento de la editorial para revivir a los superhéroes: una versión renovada de Flash que aparecería en Showcase número 4 (octubre de 1956). El eventual suceso del nuevo Flash, con cierta orientación a la ciencia ficción, anunció el regreso al por mayor de los superhéroes, y el comienzo de lo que los fanes e historiadores llamarían la Edad de Plata de las historietas. Schwartz también puso a los escritores John Broome y Gardner Fox a revivir otros superhéroes como Linterna Verde en la revista Showcase número 22 (octubre de 1959); Hombre Halcón en The Brave and the Bold número 34 (feb-mar de 1961) y Atom en Showcase número 34 (Sept-Oct. de 1961) Un personaje creado por el mismo Schwartz, Adam Strange, debutó en Showcase #17 (Nov-Dic. de 1958), y era inusual porque el personaje usaba su ingenio y conocimiento científico, en lugar de superpoderes, para resolver problemas.
Schwartz contrató a Gardner Fox y al artista Mike Sekowsky para que crearan a la Liga de la Justicia de América, una actualización de la Sociedad de la Justicia de América de la década de 1940. El nuevo equipo debutó en The Brave and the Bold número 28 (Feb-Mar. de 1960), y recibió su propio título en octubre de 1960. Pasó a ser uno de los títulos más exitosos de la Edad de Plata.
También supervisó la presentación del Hombre Elástico en The Flash número 112 (May 1960), escrito por John Broome y dibujado por Carmine Infantino.
Schwartz fue el editor de la historia "Flash of Two Worlds" ("Flash de Dos Mundos"), historia publicada en The Flash número 123 (septiembre de 1961). En esta se presentaba la Tierra-Dos, y más en general el concepto del multiverso en DC Comics. En Justice League of America números 21 y 22 (agosto–septiembre de 1963) se vio por primera vez el uso del término "Crisis" en referencia a un cruce entre personajes de la Edad de Oro y Edad de Plata de DC Comics.
En 1964, Schwartz fue puesto a cargo de los ya descoloridos títulos de Batman. Broome e Infantino se deshicieron de algunos aspectos que se habían introducido en las series en la década de 1950, como Ace el Bati-sabueso y Bati-duende y le dieron a Batman un nuevo aspecto que tuvo su lanzamiento en Detective Comics número 327 (mayo de 1964). Schwartz, Gardner Fox y Carmine Infantino introdujeron a Barbara Gordon, una nueva versión de Batichica en una historia llamada "The Million Dollar Debut of Batgirl!" ("El Debut del Millón de Dólares de Batichica") in Detective Comics número 359 (Enero de 1967).
Schwartz ayudó a ganar fama en DC Comics al escritor Dennis O'Neil y al artista Neal Adams. El dúo, bajo la dirección de Schwartz revitalizaría al personaje con una serie de relatos volviendo a su naturaleza oscura y melancólica.
De 1971 a 1986 Schwartz fue el editor de los títulos de Superman ayudando a modernizar la base de las historias y dejando de lado las historias con "trucos" a historias con más base en los personajes. Esto incluyó un intento de volver a hacer un tanto menos poderoso a Superman mientras se dejaba de lado la kryptonita como un recurso argumental en exceso. Esto tuvo poca vida y Schwartz fue presionado a restaurar ambos elementos en los títulos. Schwartz supervisó el lanzamiento de oversaw the launch of DC Comics Presents en 1978 y lo editó durante sus 97 números de duración.
Como editor, Schwartz se involucró mucho en los guiones de las historias publicadas en las revistas que tenía a cargo, ya que trabajaba en conjunto a los escritores en la confección de las historias. El escritor diseccionaba el guion en una continuidad panel por panel, y escribía el diálogo. Schwartz entonces pulía la historia, algunas veces reescribiéndola extensivamente.
Al llegar cerca de su final de ciclo como editor de los títulos de Superman, Schwartz quiso que la última historia a editar fuera una especie de fin de ciclo en la que se resolvieran muchas de las interminables tramas planteadas a lo largo de la historia del personaje. Para esto se contactó con Jerry Siegel para ver si este estaba interesado en escribir esa "última historia". Este aceptó, pero luego Siegel prefirió dejar pasar la propuesta dados los problemas legales que tuvo con DC Comics anteriormente. Tiempo después, desayunando con un joven Alan Moore, le comentó a este el problema que tenía y este bromeando le contestó "Si dejas escribir esa historia a otro que no sea yo, te mato", a lo que accedió. En una carta fechada el 19 de septiembre de 1985, Schwartz le comunicó al escritor

“Llegó el momento! Lo que significa que acabo de ser notificado que los números con fecha de tapa de septiembre [de 1986] de 'Superman' y 'Action Comics' serán mis últimas...
A lo que voy es que el momento ha llegado para ti de escribir la historia que tu "boca" accedió a hacer; esto es, una historia imaginaria que servirá como la última historia si las revistas fueran a cancelarce; lo que les pasaría a Superman, Clark Kent, Lois Lane, Lana Lang, Jimmy Olsen, Perry White, Luthor, Brainiac, Mr. Mxyzptik y todos los etcetera con los que puedas lidiar".

Alan Moore terminó escribiendo Whatever Happened to the Man of Tomorrow?, considerada por Schwartz como una de las mejores historias de Superman jamás escritas.

### Vida posterior y carrera
Schwartz se retiró de DC en 1986 luego de 42 años en la empresa, pero continuó en actividad dentro del fandom de las historietas y ciencia ficción hasta poco antes de su muerte. Como colofón a su carrera como editor de historietas, Schwartz editó siete números de la línea de Novelas Gráficas DC que adaptaban clásicos de la ciencia ficción de Harlan Ellison, Robert Silverberg, Bradbury y otros. En 2000 publicó su autobiografía, Man of Two Worlds: My Life in Science Fiction and Comics, en coautoría con Brian Thomsen.
Su esposa, Jean Ordwein (quien fue su secretaria antes de que se casaran), murió en 1986 de emphysema, luego de 34 años de matrimonio. La relación de Schwartz con Jean fue particularmente cercana, y luego de su muerte nunca se casó ni tuvo otra pareja. En 1989 la hijastra de Schwartz, Jeanne (hija de un matrimonio anterior de Jean), murió de la misma enfermedad en circunstancias parecidas.
Schwartz murió a los 88 años, luego de ser hospitalizado por Neumonía. Lo sobrevivieron su yerno, tres nietos y cinco bisnietos.
Hasta el día de su muerte siguió siendo un "Embajador de Buena Voluntad" para DC Comics y un Editor Emérito. Fue un invitado muy popular en muchas convenciones, atendiendo a menudo entre diez y doce convenciones por año.

## Premios

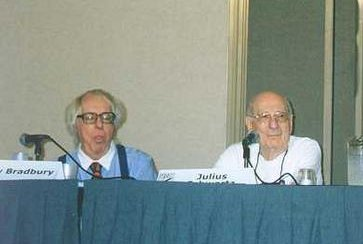
Ray Bradbury and Schwartz (right) at Comic-Con International in 2002

En 1998, en la Dragon*Con su presidente Ed Kramer estableció el "Premio Julie", otorgado a logros universales que abarquen múltiples géneros, seleccionados cada año por un grupo de profesionales de la industria. El primer galardonado fue el ciencia ficción y fantasía
The inaugural recipient was science-fiction and fantasy Grand Master Ray Bradbury. Otros premios, entregados cada año por Schwartz, incluyeron a Forrest J. Ackerman, Yoshitaka Amano, Alice Cooper, Will Eisner, Harlan Ellison, Neil Gaiman, Carmine Infantino, Anne McCaffrey, Peter David, Jim Steranko y Micky Dolenz.
Además de su adición en ambos salones de la fama de la industria de la historieta, Schwartz recibió otra gran cantidad reconocimientos a lo largo de su carrera, incluyendo:
- 1962 Alley Award por Mejor Editor[27][29]
- 1972 Shazam Award por el Logro Superior de un individuo en 1972 por editar nuevamente a la Familia Marvel[27][29]
- 1981 Inkpot Award.[27][29]
- 1985 Nombrado como uno de los homenajeados por DC Comics en la publicación por los 50 años de la compañía[30]
- 1997 Raymond Z. Gallun Award por "contribuciones sobresalientes en el género de ciencia ficción" (compartido con Harlan Ellison)

## Apariciones en historietas
Schwartz como sí mismo en varias historietas, siendo estas las más destacadas:
- The Flash número 179 (mayo de 1968)

En la historia "Flash - Fact Or Fiction?" (reimpresa en The Greatest Flash Stories Ever Told), Flash se traslada a Tierra-Prima (la Tierra real, donde vivimos los lectores de historietas). Flash se contacta con "la única persona en la Tierra que quizás le crea su fantástica historia y le dé el dinero que necesita. El editor de la revista Flash". Schwartz ayuda a Flash a construir una Rueda Cósmica para que pueda volver a su hogar.
- Justice League of America números 123 y 124 (octubre / noviembre de 1975)

En "Where On Earth Am I?" y "Avenging Ghosts of the Justice Society", Schwartz les da la tarea a los escritores Cary Bates y Elliot S. Maggin de inventar un guion fresco para la revista Liga de la Justicia de América. Usando la rueda cósmica dejada por Flash en Flash número 179, Bates y Maggin son transportados a Tierra-Dos y Tierra-Uno respectivamente, dejando a Schwartz cubriendo su ausencia cuando el Editor de DC Carmine Infantino entra a su oficina.
- Superman número 411 (1985)

Como un presente por su 70.º cumpleaños, el personal de DC Comics hizo de Superman número 411 un tributo sorpresa a Schwartz, quien estaba involucrado en la creación de lo que él pensó que sería el número 411. La tapa muestra a Schwartz, en su oficina siendo sorprendido por sus compañeros de trabajo de la vida real mientras se lo ve a Superman volando tras la ventana con una torta de cumpleaños. La historia presenta a Schwartz como sí mismo, un personaje sin un centavo con una versión modificada de su historia real.
- Action Comics número 583 (septiembre de 1986)

La tapa de la parte dos de una historia que transcurre en un universo alterado. "Whatever Happened to the Man of Tomorrow?", escrita por Alan Moore, muestra a Superman alejándose volando dejando atrás a varios de los empleados de DC Comics, incluyendo a Schwartz.
- Superman and Batman: World's Funnest (2000)

Durante el alboroto creado por Mxyzptlk y Batiduende en numerosas realidades del Universo DC, ellos encuentran en la Tierra "real" a Julie Schwartz trabajando en las oficinas de DC Comics.
- DC Comics Presents (2004)

Luego de la muerte de Schwartz, DC Comics publicó una serie de ocho revistas de historietas con historias autoconclusivas. Cada número presentaba dos historias basadas en una tapa clásica de Edad de Plata de DC, de desde mediados de los años 1950s y los años 1960s, reflejando la frecuente práctica de encargar una tapa con determinado concepto y entonces pedir a los guionistas que escriban una historia basados en la tapa. Schwartz (o un doble del mismo) aparecía en los ocho números, interpretando varios roles.
- Schwartz apareció como personaje en los títulos de Ambush Bug de Keith Giffen, con Schwartz como editor.

- Schwartz hizo incontables apariciones en las historias de Adam Strange como Sardath, el padre de Alana. Julie estaba orgullozo de ser reconocido como el jefe científico y "la mente más brillante del planeta Rann". Fue basado en las historias de Adam Strange que usó el título "Man of Two Worlds" para nombrar a su autobiografía.

- En 2011, fue mencionado por su nombre por Batman en el corto anterior a los créditos en el episodio "Triumvirate of Terror!" de la serie "Batman: The Brave and the Bold".

## Citas
Nick Cardy dijo acerca de una anécdota popular aunque apócrifa contada por Schwartz acerca de Carmine Infantino despidiendo a Cardy por no respetar un diseño de portada que le encargó, solo para que luego Infantino lo empleara nuevamente cuando Schwartz elogió la tapa resultante:

“En una de las convenciones... dije, Sabes Carmine, Julie Schwartz escribió algo en su [su autobiografía] que no recuerdo del todo y que no suena tan a ti del todo. Y le conté el incidente... y él dijo, Eso es una locura. Sabes que siempre me encantó tu trabajo. Eres uno de los mejores artistas en el negocio. El tipo está loco. Así que le dije, Bueno, vamos [a hablar con él]. Fuimos a la mesa de Julie Schwartz y le contamos cuál era nuestro problema. Y Carmine y yo dijimos: No recordamos el incidente. Y Julie dijo: Bueno, pero de todas formas es una buena historia. [risas] Y eso fue todo. Lo dejó ahí. [risas] Él se lo había inventado".
Nick Cardy

### DC Comics
- Action Comics 419 al 583 (1972-1986)
- The Adventures of Rex the Wonder Dog 1 al 46 (1952-1959)
- All-American Comics 58 al 87, 100 al 102 (1944-1948)
- All-American Western 103 al 126 (1948-1952)
- All-Flash 15 al 32 (1944-1948)
- All Star Comics 36, 39 al 43, 52, 57 (1947-1951)
- All-Star Western 58 al 119 (1951-1961)
- Ambush Bug 1 al 4 (1985)
- The Atom 1 al 38 (1962-1968)
- The Atom & Hawkman 39 al 45 (1968-1969)
- Batman 164 al 309 (1964-1979)
- Batman Family 1 al 16 (1975-1978)
- Blue Beetle 1 al 4 (1986)
- The Brave and the Bold 28 al 30, 34 al 36, 42 al 49, 61 y 62 (1960-1965)
- Captain Action 3 al 5 (1969)
- Comic Cavalcade 7 al 29 (1944-1948)
- The Daring New Adventures of Supergirl 1 al 13 (1982-1983)
- DC Comics Presents 1 al 97, Annual 1 al 4 (1978-1986)
- DC Science Fiction Graphic Novel 1 al 7 (1985-1987)
- DC Special Series 5 (Superman), 15 (Batman) (1977, 1978)
- Detective Comics 327 al 436, 444 al 482 (1964-1973, 1974-1979)
- The Flash 105 al 269 (1959-1979)
- Flash Comics 54 al 104 (1944-1949)
- From Beyond the Unknown 1 al 25 (1969-1973)
- Green Lantern 12 al 14, 16 al 20, 22, 24 al 38 (1944-1949)
- Green Lantern vol. 2 1 al 89, 93 al 103 (1960-1972, 1977-1978)
- Hawkman 1 al 21 (1964-1967)
- Hopalong Cassidy 86 al 135 (1954-1959)
- The Joker 1 al 9 (1975-1976)
- Justice League of America 1 al 165 (1960-1979)
- Krypton Chronicles 1 al 3 (1981)
- Mystery in Space 1 al 91 (1951-1964)
- The New Adventures of Superboy 1 al 54 (1980-1984)
- Sensation Comics 30 al 48, 81, 101, 102, 104, 106 al 116 (1944-1953)
- Shazam! 1 al 26 (1973-1976)
- Showcase 4, 8, 13, 14, 17 al 19, 22 al 24, 34 al 36, 55, 56, 60, 61, 64 (1956-1966)
- Son of Ambush Bug 1 al 6 (1986)
- Spectre 1 al 8 (1967-1969)
- Strange Adventures 1 al 163, 217 al 244 (1950-1964, 1969-1973)
- Strange Sports Stories 1 al 6 (1973-1974)
- Super Friends 17 al 47 (1979-1981)
- Supergirl vol. 2 14 al 23 (1983-1984)
- Superman 233 al 423, Annual 9-12, Special 1 al 3 (1971-1986)
- Superman Family 164 al 180, 195 al 222 (1974-1976, 1979-1982)
- Superman: The Secret Years 1 al 4 (1985)
- Teen Titans 45 al 50 (1976-1977)
- Weird War Tales 109 al 124 (1982-1983)
- Western Comics 43 al 85 (1954-1961)
- Wonder Woman 9, 12 al 16, 33 al 41, 43 al 50, 212 al 227 (1944-1951, 1974-1977)
- World's Finest Comics 198 al 205, 207 al 214, 256, 259 al 261 (1970-1972, 1979-1980)

### DC Comics y Marvel Comics
- Superman vs. the Amazing Spider-Man 1 (1976) (como editor )